# Beautiful Tragedy
| Críticas profissionais | Críticas profissionais |
| Avaliações da crítica  | Avaliações da crítica  |
| Fonte                  | Avaliação              |
| ---------------------- | ---------------------- |
| allmusic               | link                   |
| About.com              | link                   |
| Blabbermouth           | link                   |

Beautiful Tragedy é o álbum de estreia da banda In This Moment, foi lançado em 2007. O álbum apareceu no número 35 no Independent Albums Chart e no número 14 no Top Heatseekers e foi recebido com críticas positivas.

## Antecedentes e Promoção
Canções mais pesadas do álbum, como "Daddy's Falling Angel" e "Prayers", foram tocadas no Hard Attack, enquanto canções como "Beautiful Tragedy" foram tocadas no Octane devido ao seu som menos agressivo.
O videoclipe de "Prayers" foi filmado em uma antiga capela na qual a banda tocou. Durante as filmagens, a vocalista Maria Brink encontrou-se violentamente de cara com uma das câmeras. A diretoria da banda tentou cancelar as filmagens, mas Maria insistiu em terminar o vídeo. O vídeo foi lançado e estreou em Headbanger's Ball.
Após o sucesso do álbum, a banda começou a turnê com grupos, como Walls of Jericho, Within Temptation e Lacuna Coil. Eles também fizeram uma turnê com Megadeth, Rob Zombie e Ozzy Osbourne como artistas de abertura que os tornaram ainda mais conhecidos na cena do metal.

## Faixas
1. "Whispers of October" - 1:06
2. "Prayers" - 3:46
3. "Beautiful Tragedy" - 4:01
4. "Ashes" - 3:51
5. "Daddy's Falling Angel" - 4:12
6. "The Legacy of Odio" - 4:07
7. "This Moment" - 3:58
8. "Next Life" - 3:58
9. "He Said Eternity" - 3:51
10. "Circles" - 4:11
11. "When the Storm Subsides" - 4:43

Faixas Bonus
1. "Beautiful Tragedy (radio mix)"
2. "Have No Fear"
3. "Beautiful Tragedy (acoustic)"
4. "Surrender"

## Créditos
- Maria Brink - Vocal
- Chris Howorth - Guitarra
- Blake Bunzel - Guitarra
- Jesse Landry - Baixo
- Jeff Fabb - Bateria